# フラバー
『フラバー』（原題: Flubber）は、1997年のアメリカ合衆国の映画作品。1961年のアメリカ映画『うっかり博士の大発明 フラバァ』のリメイク版。製作はウォルト・ディズニー・ピクチャーズ。
ゆうばり国際ファンタスティック映画祭でクロージング上映された。

## ストーリー
フィリップ教授は天才科学者。しかし、彼は研究に没頭すると、周りが見えなくなってしまう困った癖を持っていた。そのため、なんと彼は自分の結婚式を二度もスッポかしてしまっていた。彼の婚約者であり、勤めている大学の学長でもあるサラは、次の結婚式こそ最後のチャンスだと宣告する。だが、その三度目の結婚式当日に、フィリップ教授は長年研究していた究極のエネルギー体「フラバー」を発明する。歓喜するフィリップだったが、肝心の結婚式をまたもスッポかしてしまう。これにサラは激怒し、彼との関係をもう終わりにすると言いだしてしまう。しかし、サラが彼との関係をもう終わりにすると言い出しても、ウィルソン・クロフトから「フィリップとの関係を終わりにする事ができない」と誤解され、満足する答えは得られなかった。ちょうどその頃、大学は資金面の問題から閉鎖の危機を迎えていた。フィリップはフラバーを使って大学の危機を救おうと考えるが、街の有力者であるホーニッカー一家も彼の技術を狙っていたのだった。

## キャスト
| 役名                           | 俳優                           | 日本語吹替 |
| ------------------------------ | ------------------------------ | ---------- |
| フィリップ・ブレイナード教授   | ロビン・ウィリアムズ           | 山寺宏一   |
| サラ・ジェーン・レイノルズ学長 | マーシャ・ゲイ・ハーデン       | 戸田恵子   |
| ウィーボの声                   | ジョディ・ベンソン             | 小原乃梨子 |
| ウィルソン・クロフト           | クリストファー・マクドナルド   | 辻親八     |
| チェスター・ホーニッカー       | レイモンド・J・バリー          | 羽佐間道夫 |
| ベネット・ホーニッカー         | ウィル・ウィトン               | 真殿光昭   |
| スミス                         | クランシー・ブラウン           | 屋良有作   |
| ウェッソン                     | テッド・レヴィン               | 郷里大輔   |
| シルヴィア                     | レスリー・ステファンソン       | 土井美加   |
| マーサ・ジョージ               | エディ・マックラーグ           | 峰あつ子   |
| デイル                         | スコット・マイケル・キャンベル |            |
| 驚く少年                       | ベンジャミン・ブロック         | 進藤一宏   |
| 少年の父親                     | マルコム・ブラウンソン         | 若本規夫   |
| ウィーベットの声               | ジュリー・モリソン             | かないみか |
| フラバーの声                   | スコット・マーティン・ガーシン | 稲葉実     |

### 日本語版製作スタッフ
制作監修：岡本企美子、演出：岡本知、翻訳：石原千麻、録音製作：グロービジョン

## スタッフ
- 監督：レス・メイフィールド
- 製作：ジョン・ヒューズ、リカルド・メストレス
- 脚本：ジョン・ヒューズ、ビル・ウォルシュ
- 撮影監督：ディーン・カンディ
- 音楽：ダニー・エルフマン
- タイトルデザイン：カイル・クーパー